# Maurice Piat
Maurice Piat (Moka, 19. srpnja 1941.) mauricijski je prelat Katoličke Crkve koji je bio biskup Port Louisa u Mauricijusu, od 1993. do 2023. godine.
Papa Franjo najavio je 9. listopada 2016. da će imenovati Piata u rang kardinala na konzistoriju 19. studenoga 2016. godine. Kada je toga dana postao kardinal, proglašen je kardinalom-svećenikom i dodijeljena mu je naslovna crkva Santa Teresa al Corso d'Italia.